# William Roscoe
William Roscoe (8 de març de 1753 - 30 de juny de 1831) va ser un historiador anglès, líder abolicionista, col·leccionista d'art, diputat (breument), advocat, banquer, botànic i escriptor divers, potser més conegut avui dia om un abolicionista precoç i pel seu poema per a xiquets La Pilota de la Papallona i la Festa del Llagostí (The Butterfly's Ball, and the Grasshopper's Feast).

## Biografia
Va néixer a Liverpool, on el seu pare, hortolà, guardava al centre de la ciutat una casa pública anomenada Bowling Green. Roscoe va deixar l'escola als dotze anys, després d'haver aprés tot el que el seu mestre d'escola podia ensenyar-li. Va ajudar el seu pare amb la faena de l'hort, però va dedicar el seu temps lliure a llegir i continuar estudiar. "Aquest mode de vida", diu, "va donar salut i vigor al meu cos, diversió i instrucció a la meua ment; i fins avui, recorde bé la deliciosa son que va tindre èxit als meus treballs, del qual em van tornar a cridar hora primerenca. Si ara em preguntaren a qui considere que era el més feliç de la raça humana, hauria de respondre: aquells que conreen les seues terres amb les seues pròpies mans". Als quinze anys va començar a buscar una carrera adequada. La prova d'un llibre de mesos no va tindre èxit i el 1769 el van enviar a un procurador. Tot i que era un diligent estudiant de dret, va continuar llegint els clàssics i va conèixer la literatura italiana i la seua llengua que dominarien la seua vida.
El 1774, es va dedicar als negocis com a advocat, i el 1781 es va casar amb Jane, segona filla de William Griffies, comerciant de Liverpool; van tenir set fills i tres filles. Roscoe va tenir el coratge de denunciar el comerç d'esclaus africans a la seua ciutat natal, on, aleshores, una quantitat important de la riquesa provenia de l'esclavitud. Roscoe era un destacat unitari. La seua obertura contra el tràfic d'esclaus va fer que l'abolicionisme i l'unitarisme estigueren vinculats en la ment pública.
El 1796, Roscoe va abandonar la pràctica jurídica i va jugar amb la idea d'allunyar-se dels tribunals. Entre el 1793 i el 1800 va dedicar molta atenció a l'agricultura i va ajudar a recuperar Chat Moss, a prop d'Eccles, Lancashire. També va aconseguir restaurar amb bon ordre els assumptes d'una casa bancària en la qual el seu amic William Clark, aleshores resident a Itàlia, era soci. Això va conduir a la seua introducció al negoci, que va resultar desastrós.
Roscoe va ser elegit diputat al Parlament per Liverpool el 1806, però la Cambra dels Comuns no era per ell, i a la dissolució de l'any següent es va presentar. No obstant això, durant la seua breu estada, va poder votar a favor de l'èxit de l'abolició del tràfic d'esclaus.
A principis de la dècada de 1800, va dirigir un grup de botànics de Liverpool que van crear el jardí botànic de Liverpool com a jardí privat, inicialment situat a prop del Mont Pleasant, que aleshores estava als afores de la ciutat. A la dècada de 1830 el jardí es va traslladar als jardins botànics Wavertree; restes de la col·lecció encara es poden trobar al jardí emmurallat de la sala Croxteth. Els problemes comercials de 1816 van posar en dificultat la casa bancària amb la qual estava connectat i van obligar a vendre la col·lecció de llibres i quadres. SH Spiker, el bibliotecari del rei de Prússia, va visitar Roscoe en aquest moment difícil. Roscoe va dir que encara volia escriure una biografia d'Erasmus, però no tenia ni ganes ni joventut. El projecte mai es va dur a terme. En aquest moment, se li va demanar a Roscoe que investigara les afirmacions de la xiqueta cega Margaret M'Avoy, que es va dir que podia llegir amb els dits, a petició de Sir Joseph Banks. Roscoe va concloure que les seues sorprenents habilitats es devien al fet que no era cega.
Després de cinc anys lluitant per liquidar els passius del banc, l'acció d'alguns creditors va obligar els socis a la bancarrota el 1820. Durant un temps, Roscoe va estar en perill d'arrestar, però finalment va rebre una alta honorífica. En la dispersió de la seua biblioteca, els volums més útils per a ell van ser assegurats pels amics i col·locats a l'Ateneu de Liverpool, del qual havia estat membre fundador el 1797. També es va invertir la suma de 2.500 £ per al seu benefici. Roscoe també va estar estretament relacionat amb la formació de la Royal Royal Institution, primer com a president del Comitè General i després com a primer president.
Després d'haver renunciat a les seues tasques comercials completament, va trobar una tasca agradable en l'arranjament de la gran biblioteca d'Holkham, propietat del seu amic Thomas Coke.

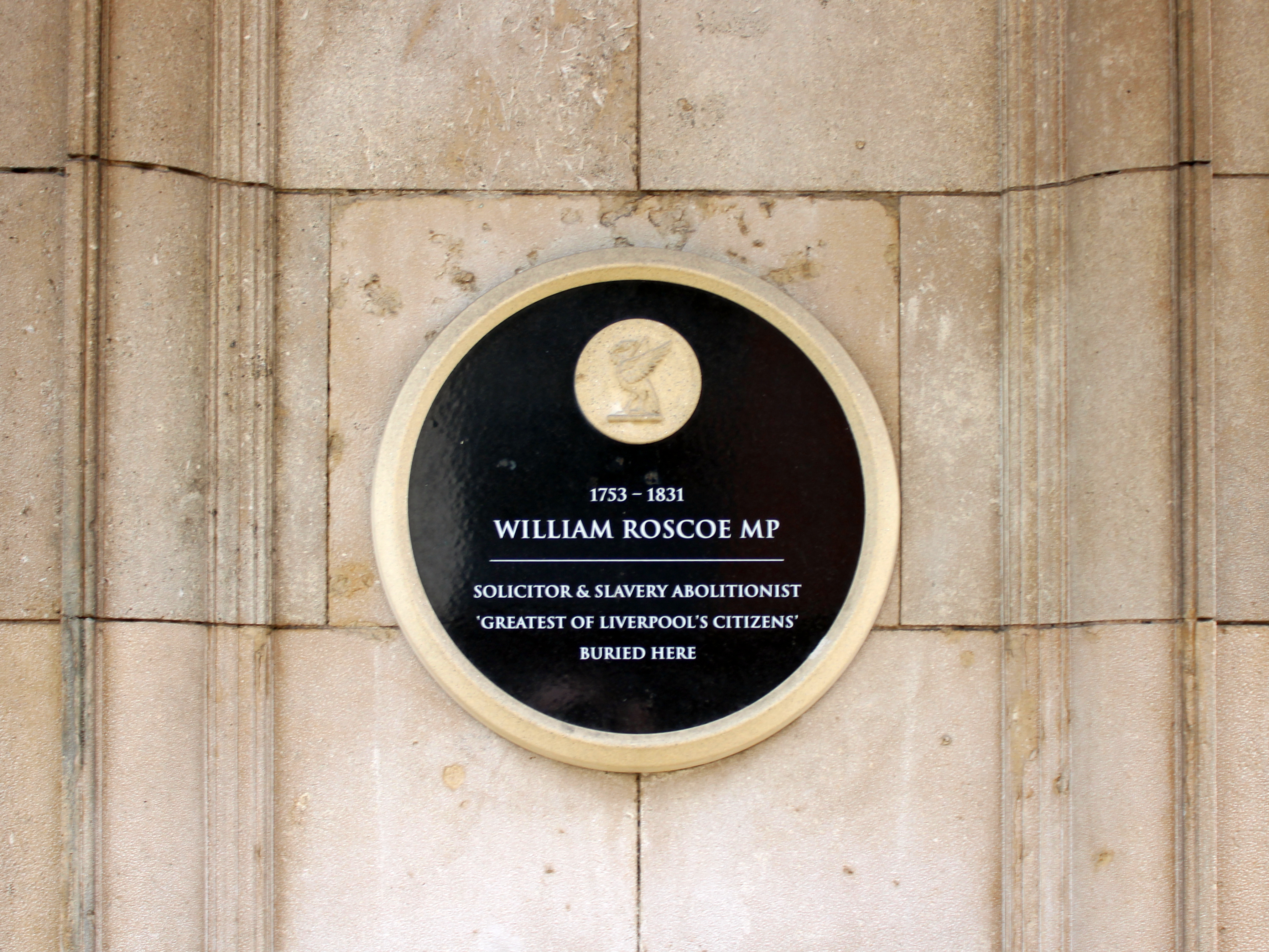
Placa Roscoe, localització aproximadament de l'enterrament de William Roscoe als jardins de Roscoe, Mount Pleasnt

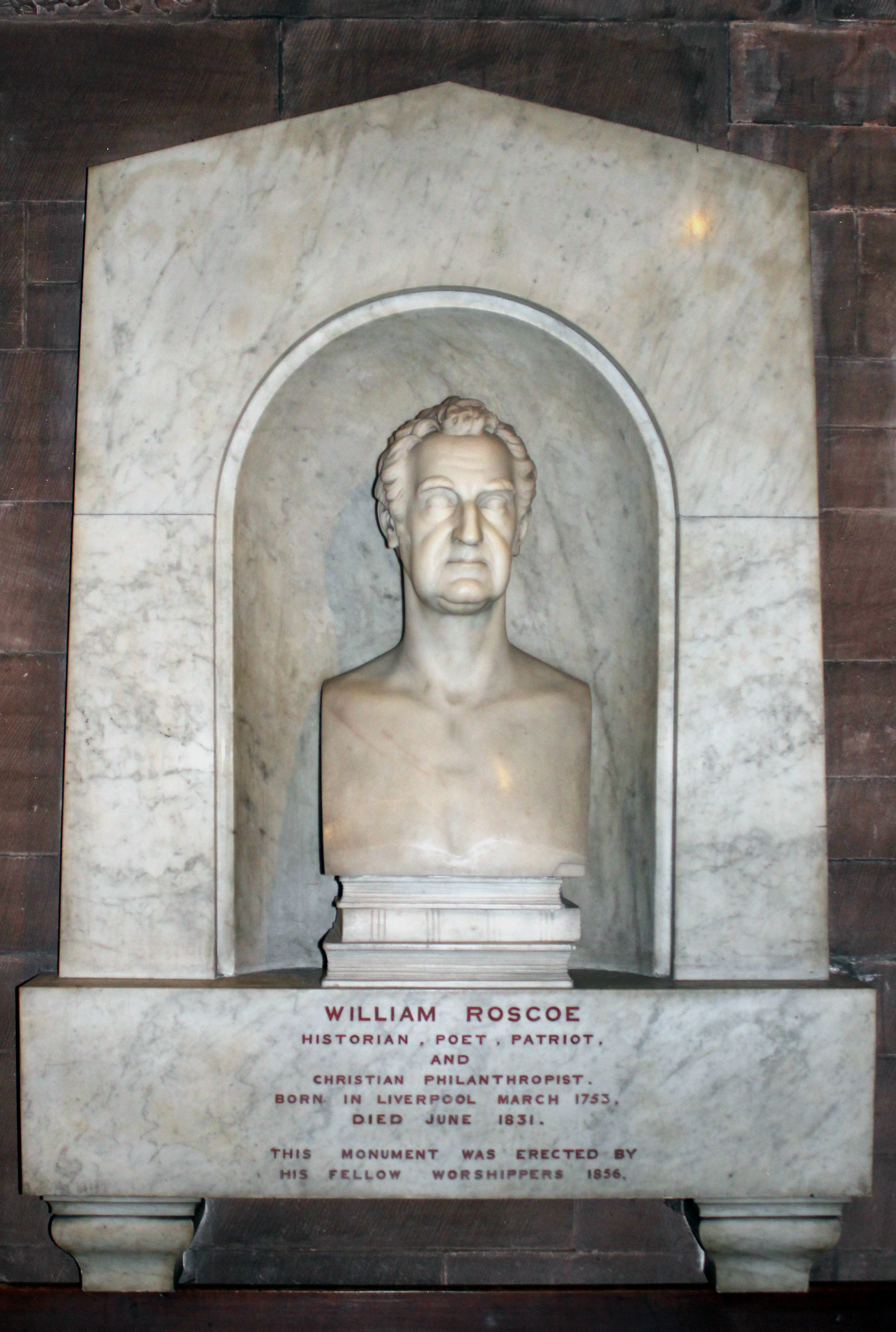
Memorial de William Roscoe, es va traslladar a l'Església unitària d'Ullet Road tallada per John Gibson

A la dècada de 1820 va començar a publicar el seu important treball sobre la reorganització de l'ordre de les Zingiberals. Les va anomenar Plantes Monandrianes de l'Ordre Scitamineae: Principalment extret de mostres vives als jardins botànics de Liverpool. Es va publicar originalment en 15 parts i després es van publicar 150 exemplars del conjunt complet. L'ordre Scitamineaen (actualment Zingiberales), d'origen quasi exclusivament tropical, inclou cannes, Maranta arundinacea, el gingebre i la cúrcuma. Roscoe va atorgar 1 o 2 pàgines per a cadascun dels 112 exemplars, donant un nom binomial de la planta, una descripció tècnica seguida d'una descripció més general i més completa, i que finalitza amb "observacions" (notes sobre d'on prové la planta, qui l'ha descrita anteriorment, i sovint quan es va fer el dibuix de la planta) i "referències" (breus explicacions de les xicotetes disseccions numerades que es troben a cada placa).
Roscoe va mostrar un coratge moral considerable, així com una devoció per l'estudi. Va tenir molts amics. La posteritat no és probable que avale el veredicte d'Horace Walpole, que considerava Roscoe el millor dels nostres historiadors, però els seus llibres sobre Lorenzo de Medici i el papa Lleó X van seguir sent contribucions importants a la literatura històrica.
Molta de la seua col·lecció de pintures, dispersa en subhastes durant els seus problemes financers, va romandre a Liverpool i després va arribar a la Walker Art Gallery, que el 2015 va tenir etiquetes addicionals per marcar-les com a part de la col·lecció de Roscoe. Aquest era un col·leccionista relativament primerenc dels "italians primitius".
Va morir el 30 de juny de 1831 i va ser enterrat a la unió sepulcral unitària a Mount Pleasant, una placa commemorativa indica el lloc aproximat de la seua tomba.

## Obres

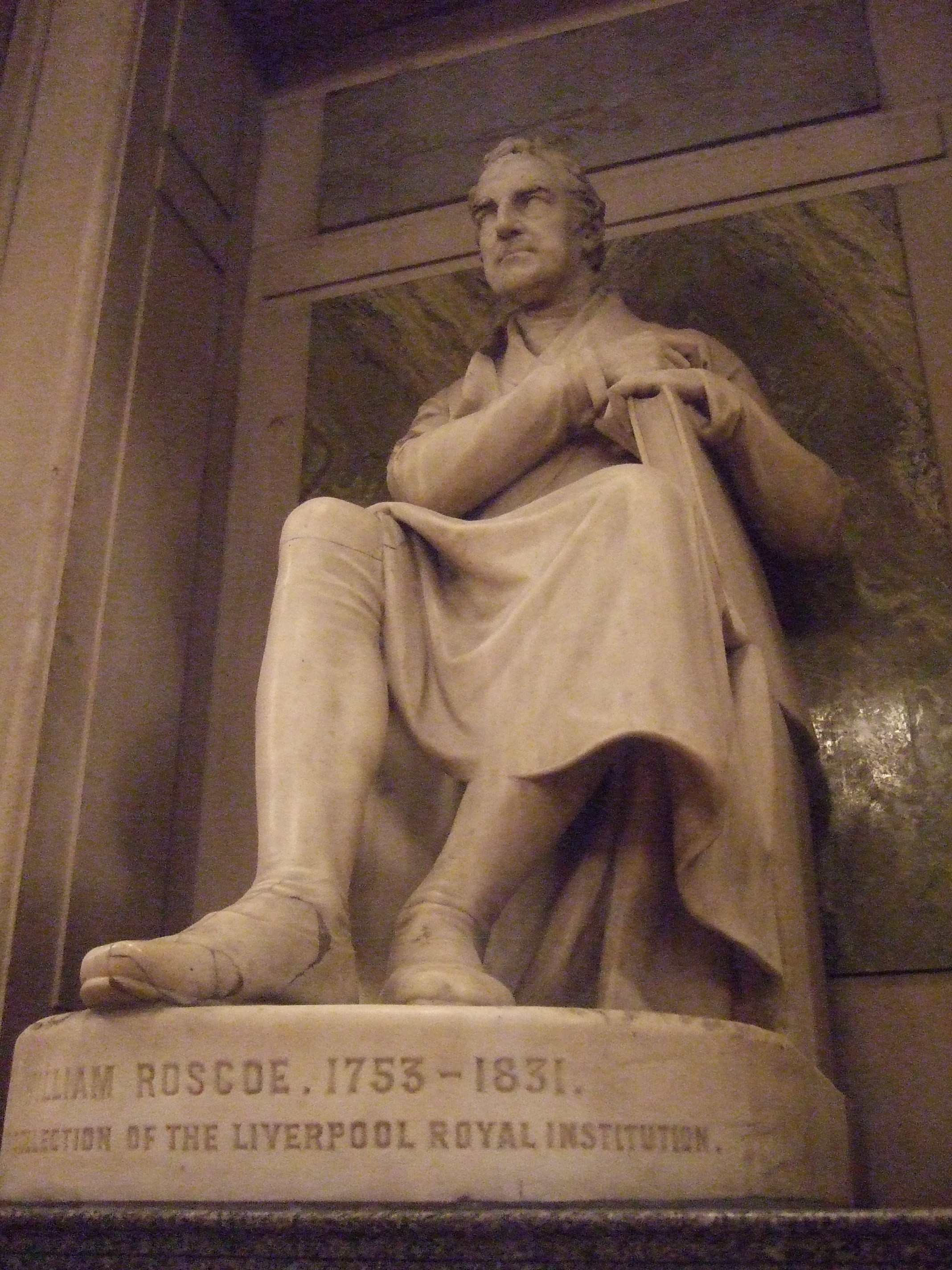
Estàtua de William Roscoe al St. George's Hall, Liverpool de Chantrey

El seu poema, Mount Pleasant, va ser escrit quan tenia setze anys, i junt amb altres versos, ara oblidats, va guanyar l'estima dels bons crítics.
Va escriure un poema llarg publicat en dues parts anomenat The Wrongs of Africa (1787-1788) i va entrar en una polèmica amb un ex sacerdot catòlic romà anomenat P. Raymond Harris, que va intentar justificar el tràfic d'esclaus mitjançant la Bíblia (i va ser pagat generosament pels seus esforços per empresaris de Liverpool implicats en el tràfic d'esclaus). També va escriure un fulletó el 1788 titulat "Una visió general del comerç d'esclaus africans". Va ser un pamfletista polític, i com molts altres liberals del dia van saludar la promesa de la llibertat en la Revolució Francesa.
Mentrestant, havia seguit els seus estudis italians i havia realitzat investigacions, que van resultar en la seua vida de Lorenzo de 'Medici, apareguda el 1796, i li va guanyar una reputació entre els historiadors contemporanis. Sovint es va reimprimir i les traduccions en francès, alemany i altres idiomes demostren que la seua popularitat no es limitava a Gran Bretanya. Angelo Fabroni, que havia volgut traduir la seua pròpia vida llatina de Lorenzo, va abandonar la idea i va convèncer Gaetano Mecherini d'emprendre una versió italiana de l'obra de Roscoe.
La seua traducció de la infermera de Luigi Tansillo va aparèixer el 1798 i va passar per diverses edicions. Està dedicat en un sonet a la seua dona, que havia practicat els preceptes del poeta italià.
La vida i el pontificat de Lleó dècim va aparèixer el 1805, i va ser una seqüela natural de la seua anterior obra de la història. El nou treball, mantenint la fama de l'autor, no va tenir una acollida tan favorable com La vida de Lorenzo. Fou sovint reimprès i la inserció de la traducció italiana a l'Index Librorum Prohibitorum no va impedir la seua circulació ni tan sols als Estats papals.
Va escriure el sonet de separació amb els seus llibres a la venda de 1816 de la seua biblioteca. El 1822 va publicar un apèndix d'il·lustracions al seu Lorenzo i també un Memorial de Richard Robert Jones d'Aberdaron, un notable lingüista autodidacta. L'any 1824 va ser memorable per la mort de la seua dona i la publicació de la seua edició de les obres d'Alexandre Papa, que el va implicar en una polèmica amb William Lisle Bowles. La seua versatilitat es va veure amb l'aparició d'un monogràfic sobre les Plantes Monandrianes, publicada el 1828. L'última part va eixir després de recuperar-se d'un ictus.
A més d'aquests, va escriure tractaments sobre jurisprudència penal i va contribuir a les transaccions de la Reial Societat de Literatura i de la Societat linneana. La primera edició col·leccionada de les seues Obres poètiques es va publicar el 1857, i és tristament incompleta, ometent, amb altres versos que es coneixen del seu bolígraf, la pilota de les papallones, una fantasia, que ha encantat milers de xiquets des que va aparèixer el 1807. Altres versos són a Poemes per a la joventut, d'un cercle familiar (1820).

## Família
Roscoe i la seua dona van tindre set fills i tres filles, incloent a William Stanley Roscoe - poeta, Thomas Roscoe - traductor de l'italià, i Henry - un escriptor jurídic que va escriure la biografia del seu pare. L'esposa d'en Henry, Maria Roscoe, née Fletcher (1798 - 1885), va escriure una biografia de Vittoria Colonna, i el seu fill Henry Enfield Roscoe (1833 - 1915) va ser un químic i vicecanceller de la Universitat de Londres. La filla Mary Anne era coneguda com a poeta pel seu nom de casada Mary Anne Jevons, i era la mare de William Stanley Jevons. La nora de Roscoe, Margaret Roscoe, va ser una de les il·lustradores per la seua publicació Monandrian Plants of the Order Scitamineae: Chiefly Drawn from Living Specimens in the Botanical Gardens de Liverpool.